# Céphée (constellation)
Cepheus
Pour les articles homonymes, voir Céphée.
Céphée est une constellation circumpolaire de l'hémisphère nord. Elle est reconnaissable à sa forme de pentagone irrégulier, ou de dessin enfantin d'une maison à toit pointu.

## Histoire

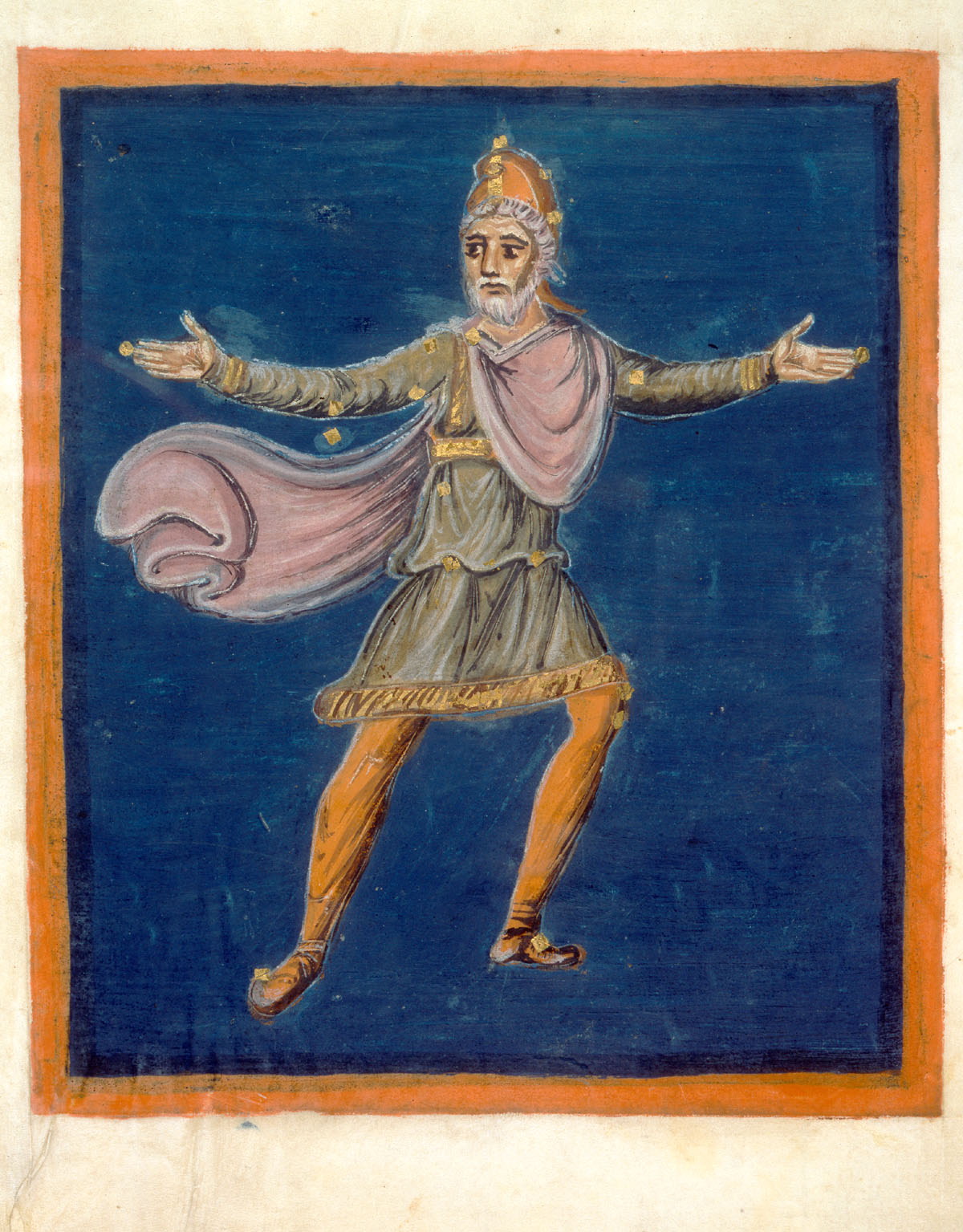
Représentation de Céphée dans le manuscrit des Aratea de Leyde contenant les chapitres d’astronomie des « Phénomènes » (Phainomena) d’Aratos de Soles (310–245av. J.-C.) consacrés aux constellations, dans la traduction latine de Germanicus.

Cette constellation fait partie du groupe de constellations rattachées au mythe d'Andromède. Céphée était l’une des 48 constellations identifiées par Ptolémée.
La constellation tire son nom de Céphée, roi d’Ethiopie, héritier de Phénix, mari de Cassiopée, et géniteur d’Andromède, célèbre pour avoir été soumise à un monstre marin, et qui prit Persée comme époux après qu'il l'eut sauvée du monstre.

## Observation des étoiles

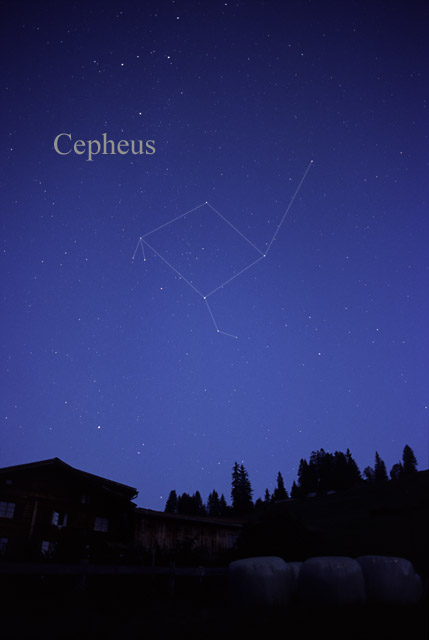
Constellation de Céphée.

Visibilité nocturne de la constellation.

### Situation de la constellation
Dans son ensemble, la constellation de Céphée se situe immédiatement au Nord de l'axe Cassiopée - α Cygni (Déneb), grand axe de repérage céleste qui se prolonge au-delà de Cassiopée vers Capella, et de l'autre côté, au-delà du Cygne à travers le Serpentaire jusqu'à Antarès du Scorpion.
Sur l'image, Cassiopée est à gauche, et Déneb est en bas. La constellation de Céphée est voisine des pieds du Dragon (en haut à droite sur la figure), mais cette constellation est elle-même difficile à situer, et ne sert donc pas au repérage direct.

### Forme de la constellation
Céphée est une constellation faible, sa femme Cassiopée est beaucoup plus brillante que lui. Dans de bonnes conditions de visibilité (mag. 4) on peut en retrouver la forme générale : une sorte de rectangle marquant la tête (avec un petit œil au milieu), surmontée d'une sorte de chapeau pointu en direction de α Ursae Minoris (l'étoile polaire), et à la base duquel côté sud un vague alignement dessine une bouche (côté Cassiopée) et une natte (côté opposé).
Il est facile de trouver Céphée à partir du « W » de Cassiopée et en traçant une ligne partant de α Cassiopeiae vers β Cassiopeiae. Cette ligne se dirige droit vers α de Céphée.
Le bord de la bouche (δ Cep) est situé sur l'alignement Cassiopée - Deneb. L'alignement entre δ Cep et α Cep marque la base du « quadrilatère ».
La pointe du chapeau (γ Cep) peut être repérée par l'alignement qui permet de trouver l'étoile polaire à partir de la Grande Ourse : en le prolongeant sur ~25° on tombe sur γ Cep, seule étoile brillante de la région. Cet alignement est visible sur l'illustration du Dragon, dont il constitue la limite inférieure.

## Étoiles principales

### Aldéramin (αCephei)
L'étoile la plus lumineuse de la constellation est Aldéramin (α Cephei) et n'est que de deuxième magnitude (2,44), mais est nettement plus brillante que toutes les autres étoiles de la constellation. Située au pied occidental de la « maison », Aldéramin, dont le nom signifie « le Bras droit » en arabe, est une étoile blanche plus de deux fois plus grande que le Soleil. Elle tourne très rapidement sur elle-même, à 283 km/s à l'équateur, en une demi-journée.
Par le fait du phénomène de précession des équinoxes, Aldéramin sera l'étoile la plus proche du pôle nord céleste dans 5 500 ans, à moins de 3°.

### δCephei
δ Cephei est le prototype des variables céphéides et leur a donné son nom.
Elle passe de la magnitude 3,5 à la magnitude 4,3 sur une période extrêmement régulière de 5 jours 8 heures 47 minutes et 32 secondes.
C'est également une supergéante jaune-blanche. Elle possède un compagnon de magnitude 6,3, distant de 12 000 ua et les deux étoiles tournent l'une autour de l'autre en plus de 500 000 ans.
Elle est située sur la voûte céleste près de Zeta Cephei, au pied gauche de la « maison ».

### Autres étoiles
Gamma Cephei, la pointe du « toit », se trouve à 13° seulement de l'étoile polaire.
μ Cephei est parfois nommée l'étoile Grenat à cause de sa couleur rouge éblouissante, qui n'est cependant pas visible, sauf avec un télescope. Par une coïncidence intéressante, c'est l'étoile polaire de Mars, la planète rouge (elle est à moins de 8° du pôle nord céleste, situé dans le Cygne sur cette planète). C'est une supergéante rouge, l'une des étoiles visibles les plus grandes d'un diamètre de 15 ua, qui, si elle remplaçait le Soleil, s'étendrait à mi-chemin des orbites de Jupiter et Saturne.
VV Cephei est encore plus grande que μ Cephei (mais moins brillante à l'œil nu) et dépasserait, elle, l'orbite de Saturne à la place du Soleil.
V354 Cephei, RW Cephei  sont d'autres supergéantes rouges.
WZ Cephei est une étoile binaire.

## Objets célestes
Puisque la Voie lactée la traverse, la constellation de Céphée contient plusieurs amas stellaires et nébuleuses.
On peut citer la nébuleuse de la Grotte, la nébuleuse planétaire NGC 40, l'amas ouvert NGC 188 dont les étoiles sont très vieilles (environ 6 milliards d'années), la nébuleuse rouge NGC 7023 qui est illuminée par une étoile variable ou l'amas ouvert et la nébuleuse IC 1396, en forme de trompe d'éléphant.
Palomar 1 est l'amas globulaire de la constellation, découvert par George Abell en 1954.